# Olympic Triết học Quốc tế

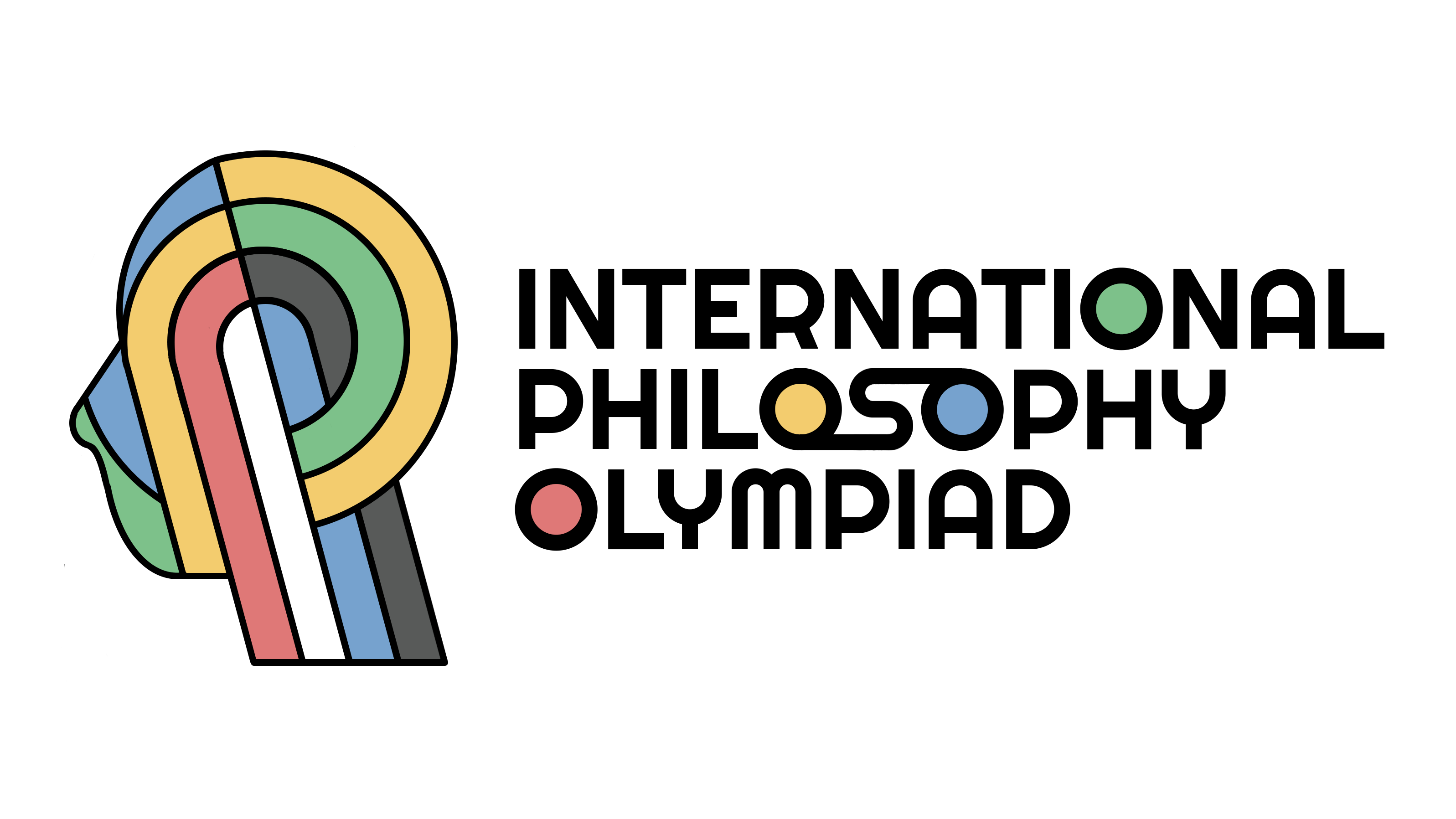
Logo Olympic Triết học quốc tế

Olympic Triết học Quốc tế (tiếng Anh: International Philosophy Olympiad, viết tắt: IPO) là một kỳ thi triết học quốc tế dành cho học sinh trung học phổ thông được tổ chức bởi FISP (Fédération Internationale des Sociétés de Philosophie) và được UNESCO hỗ trợ. Kỳ thi này được thành lập vào năm 1993 bởi các giáo viên triết học từ Bulgaria, România, Ba Lan, Thổ Nhĩ Kỳ và Đức.
Thí sinh tham gia Olympic có 4 giờ đồng hồ để viết một bài luận triết học về một trong số bốn chủ đề bằng ngoại ngữ; như vậy một học sinh đến từ Pháp sẽ không được phép viết bằng tiếng Pháp.

## Danh sách các kỳ Olympic Triết học Quốc tế
| Năm  | Lần thứ | Địa điểm                | Huy chương Vàng                                               | Huy chương Bạc | Huy chương Đồng | Bằng khen |
| ---- | ------- | ----------------------- | ------------------------------------------------------------- | --- | --- | --- |
| 1993 | 1       | Smolyan, Bulgaria       |                                                               | | | |
| 1994 | 2       | Petrich, Bulgaria       |                                                               | | | |
| 1995 | 3       | Stara Zagora, Bulgaria  |                                                               | | | |
| 1996 | 4       | Istanbul, Thổ Nhĩ Kỳ    |                                                               | | | |
| 1997 | 5       | Varsava, Ba Lan         |                                                               | | | |
| 1998 | 6       | Braşov, România         |                                                               | | | |
| 1999 | 7       | Budapest, Hungary       |                                                               | | | |
| 2000 | 8       | Münster, Đức            | Ognyan Kassabov                                               | Gianluca Rossi | Boris Popivanov | |
| 2001 | 9       | Philadelphia, Hoa Kỳ    | Ute Scholl                                                    | Laura Lapierre | Felix von Lehmden | |
| 2002 | 10      | Tokyo, Nhật Bản         | Silvia Crupano                                                | Vasilescu Ion Gheorghe | Akse Pettersson | |
| 2003 | 11      | Buenos Aires, Argentina | Torsten Schoeneberg                                           | Sergio Barberis | Gabriel Abelof | Sarah Helduser Mete Tuczu Hyun Lee Francesco D'Acunto Wojciech Orowiecki Andrei Poamă Sezen Kayhan |
| 2004 | 12      | Seoul, Hàn Quốc         | Leopold Hess                                                  | Joanna Kusiak Lukas Steinacher Mert Bahadir Reisoglu                                                                                                | Seungwon Chang Matija Lavrinc German Diaz Valeriya T. Vitkova Elena Bellodi David Kovacs Andreea Elena Simion                      | |
| 2005 | 13      | Varsava, Ba Lan         | Mikolaj Ratajczak Tomasz Przezdziecki Alexandru Marcoci       | Marta Sznajder Antti Saarilahti Nora Labo | David Himler Patricio Kingston Woo Chan Lee Jutta Obertegger Jae Won Choi                                                          | Roberta Di Nanni Agnieszka Kurzemska Marcin Kotowski |
| 2006 | 14      | Cosenza, Ý              | Efe Murat Balikcioglu                                         | Mateusz Chaberski | Saila Kakko | Johann Alexander Santiago Auat Stefano Burzo Margherita Busti Anna Drozdowicz Florin-Radu Gogianu Carmen Kautto Conrad Krausche Maximilian Huber Sara Musi Shapira Shiri Andras Schuller Joseph Steinlechner Daniel Thoms Peter Ujma Christian Danielov Vatchkov |
| 2007 | 15      | Antalya, Thổ Nhĩ Kỳ     | Zeynep Pamuk                                                  | Daria Cybulska Stefan Stefanovic | Alexander Johann Martin Hergouth Soh Hyun-Min                                                                                      | Elena Alexandra Corbu Matthias Hoernes Milena Alexandrova Alexandrova Filip Taterka Clara Kropivsek Corina Cristine Lefter Heidi Meriste Luca Vegetti Bernát Iváncsics Christoph Schachenhofer Nanako Kurioka |
| 2008 | 16      | Iaşi, România           | Jan Seidel Sergiu Matei Lucaci Maria Alexandra Baneu          | Conrad Krausche Heta Nuutinen Andrea Beghini Michal Godziszewski                                                                                    | Arina Cristina Baibarac Helene Sorgner Denis Tramonte Tal Yankovitz Kristina Kashfullina                                           | Perczel János Vallari Sawant Adrian Cristian Ardelean Toth Olivér István Maria Ciurchea Antoine Vuille Yuval David Hananel Illia Gorbachev Lukas Paltanavicius Dalius Petrulionis Sebastian Köthe |
| 2009 | 17      | Helsinki, Phần Lan      | Sarri Nironen                                                 | Eliza Tymianska Petar Penev | Kristina Kashfullina Luiza Pasca                                                                                                   | Hyun-Kyu Kim Ayse Dilek Izek Pietari Kupiainen Patrick Mujunen |
| 2010 | 18      | Athens, Hi Lạp          | Aljaž Jelenko                                                 | Kacper Kowalczyk Jae Hyun Yoo | Tibor Backhausz Valeriu Alexandru Cuc Josef Piras                                                                                  | Erik Ramberg Ignas Rubikas Anita Ignatova Anna Smertina Alessio Rocca Paul Kuuse Tae Heun Kim Tapani Pulkkinen Platias Nikolaos Henning Rognlien Irina Horodinca Murel Leuenberger Chitra Adkar Nikolina Budan Firat Akova Karoliina Juulia Pulkkinen |
| 2011 | 19      | Vienna, Áo              | Nikolaj Møller                                                | Chang Hyun Choi José Gusmão Rodrigues | Niklas Plaetzer Sakari Nuuttila Stavros Orfeas Zormbalas                                                                           | Mustafa Ayçiçegi Tibor Backhausz Franziska Bahl Miguel de la Riva Cristina Costina Diamant Vanessa Gstrein Milana Kostic Jwa Seong Lee Luka Mikec Dominykas Milašius Patrick Mokre Junho Oh Thierry Schütz Barbara Šoda Marie Vestergaard-Thomsen |
| 2012 | 20      | Oslo, Na Uy             | Sarah Yoon Tadas Kriščiūnas                                   | Jeff Granhøj Aleksi Korpela Myrto Vlazaki Nishith Bharat Khandwala                                                                                  | Niklas Plaetzer Abhinav Suresh Menon Stian Follevaag Ersvær                                                                        | Kasper Siim Viftrup Vaclav Masek Sánchez Guy Yassor Sun Young Hwang Justine Zepa Michail Sklaskis Djuro Ilic Sadaf Soloukey Lars Borge Hellesylt Diogo José Martins Lopes Corina Ezaru Darko Peric |
| 2013 | 21      | Odense, Đan Mạch        | Róbert Palasik                                                | Theo Anders Abhinav Menon Hye Jin Lee | Petra Požgaj | Juan Nigri Esteban van Volcem Martin Kamenov Iliev Anton Thorell Steinø David Therkildsen Magnus Baunsgaard Kris Ida Mosegaard Märt Belkin Neal Graham Jonathan Krude Maria Oikonomoy-Makrygianni Lauris Zvirbulis Misa Skalskis Dominika Pankow José Forte Vraciu Cosmin Petru Denis Horvat Léonore Stangherlin Patrick Côté                                                                |
| 2014 | 22      | Vilnius, Litva          | Vulpe dan Cristian Elina Karastie Jakob Gomolka Lukas Jonuška | Jacob Karlsson Lagerros Beatriz Santos Iván György Merker Abhishek Dedhe João Madeira Tadas Temčinas Radosław Jurczak Chagajeg Soloukey Tbalvandany | Benedikt Zӧchling Rafail Zoulis Maša Marić Justinas Mickus Janko Zeković Francisco RÍOS VIÑUELA Bernt Johan Damslora Jani Patrakka | Federico Aguilar Chan Park Sophus Svarre Rosendahl Viviana de Santis Yuki Kanai Martin Molan Marta-Liisa Talvet Rūta Karpauskaitė Vraciu Cosmin Petru |
| 2015 | 23      | Tartu, Estonia          | Iván György Merker Antti Autio                                | Chagajeg Soloukey Tbalvandany Eleftherios Chatzitheodorides David Gjorgoski Martin Molan Sandro Huber Neven Borak Abhishek Dedhe Öznur Hancı        | Ludovico Machet Dārta Paula Šveisberga Rosaria Caddeo Stanisław Jędrczak Teodora Groza Anda Maria Zahiu                            | Ivona Janjic Antonina Jamrozik Ana Bellamy Augustė Saladytė Konstantin Krasimirov Tumanov Lara Gafner Helen Maria Raadik Liisi Voll Petar Soldo Niklas Uhmeier Fredrik Johnsson Zsolt Hegyesi Kyu Bo Shim Ragna Heyne Viachaslau Verashchahin Nadal Abril Lucia Molina Alžběta Vítková Audun Rugstad Deyan Kirilov Madzharski                                                                |
| 2016 | 24      | Ghent, Bỉ               | Ihsan Barış Gedizlioğlu Eui Young Kim Jungho Choi             | Hana Samaržija Teodora Groza Johanna U. Marstrander Drishtti Rawat                                                                                  | Fabian Strobel Svit Komel Matthijs de Jong Sarp Çelikel Sara Pyykölä                                                               | Liwia Rogalewicz Anna Morandini Tathagat Bhatia Sonja Stiebahl Alexandre Eira Uladzislau Voinich Anna Skácelová Ábrahám Horváth Jan Brändle Matija Pušnik Roberta Del Pezzo Andreea Ioana Aelenei Matthias Verlinden Emil Kotzev Lilja Valtonen Aistė Grušnytė Helo Liis Soodla Tomoki Ishikawa Daan Van Cauwenberge Ruben Algoet Pavel Belkevich Polina Perova Frederico Cardoso Sol Gigena |
| 2017 | 25      | Rotterdam, Hà Lan       | Mor Divshi Nóra Schultz Milan Milenović                       | Álvaro Salgado Carranza Hrvoje Kožić Victor Mordhorst Rosalie Looijaard Mihnea Bâlici                                                               | Michal Karlubik Konstantinos-Marios Konstantinou Arth Gupta Kaarel Hänni Crista Erales                                             | Carolien Krekt Antonio Piltcher Reinis Cirpons Isaias Moser Edoardo Calvello Leonie Hong Tathagat Bhatia Amanda Häkkinen Laura Evers Lóránt Kiss Baoyi Ni Vasilen Vasilev Boris Janevski Martina Fridl Simon Derudder Danilo Djukanovic Karolina Bassa Ajuna Soerjadi Franciszek Cudek Arkadiy Saakyan                                                                                       |
| 2018 | 26      | Bar, Montenegro         | Radka Pallová Amanda Häkkinen Michal Karlubik                 | Yastika Guru Freja Værnskjold Dzougov Álvaro Lopes                                                                                                  | Martina Fridl Yoshiyuki Ishikawa Sagnik Anupam Mihail Larkov Daantje de Leur                                                       | Luis Anngel Meza-Chavarría Tobias Heidenreich Monique Murer Terachet Rojrachsombat Stefan Capmare Zhengyu Ging Tzu Kit Chan Maria Sara Fraser Iulia Natalia Mitrache Paulina Kaczyńska Gaeun Kim Javier Sanz González Martin Topić Paul Johannes Kalda Meggy Michaud Thomas Valerio Valerija Baždar                                                                                          |